# VM i bandy 1991
Verdensmesterskabet i bandy 1991 var det 17. VM i bandy gennem tiden, og mesterskabet blev arrangeret af International Bandy Federation. Turneringen havde deltagelse af otte hold og blev afviklet i Finland i perioden 17. – 24. marts 1991. Tre hold deltog for første gang i VM: Canada, Holland og Ungarn, og dermed blev der sat ny deltagerrekord for VM i bandy.
Mesterskabet blev vundet af de forsvarende verdensmestre fra Sovjetunionen efter finalesejr over Sverige på 4-3. Det var Sovjetunionens 14. VM-titel gennem tiden og den anden i træk, men det blev også den sidste idet nationen herefter blev opdelt i selvstændige stater, og Rusland overtog Sovjetunionens plads ved de efterfølgende mesterskaber. Bronzemedaljerne gik til værtslandet Finland, som besejrede Norge med 8-0 i bronzekampen, og som dermed vandt bronze for 11. gang.

## Resultater
På grund af det udvidede deltagerantal blev formatet for afviklingen af VM væsentligt ændret. De otte hold blev opdelt i to grupper – gruppe A med de fire formodet stærkeste hold og gruppe B med de fire formodet svageste hold. Endvidere blev der indført semifinaler, hvortil de tre bedste hold i gruppe A kvalificerede sig direkte. Den sidste semifinaleplads gik til vinderen af en kamp mellem gruppe A's nr. 4 og vinderen af gruppe B.

### Gruppe A
De fire formodet bedste hold spillede i gruppe A. Holdene spillede først en indledende runde alle-mod-alle. Sejre gav 2 point, uafgjorte 1 point, mens nederlag gav 0 point. De tre bedste hold kvalificerede sig direkte til semifinalerne, mens nr. 4 skulle kvalificere sig til semifinalerne i en kamp mod vinderen af gruppe B (dvs. i praksis en kvartfinale).
| Plac. | Hold          | Kampe | + Mål − | Point |
| ----- | ------------- | ----- | ------- | ----- |
| 1.    | Sverige       | 3     | 20-80   | 6     |
| 2.    | Finland       | 3     | 17-13   | 4     |
| 3.    | Sovjetunionen | 3     | 16-60   | 2     |
| 4.    | Norge         | 3     | 03-29   | 0     |

### Gruppe B
I gruppe B spillede de fire formodet svageste hold. Vinderen spillede kvalifikationskamp til semifinalerne mod nr. 4 fra gruppe A. Taberen af kvalifikationskampen spillede placeringskamp om 5.-pladsen mod nr. 2 fra gruppe B, mens nr. 3 og 4 spillede placeringskamp om 7.-pladsen.
| Plac. | Hold    | Kampe | + Mål − | Point |
| ----- | ------- | ----- | ------- | ----- |
| 1.    | USA     | 3     | 38-10   | 6     |
| 2.    | Canada  | 3     | 15-11   | 4     |
| 3.    | Ungarn  | 3     | 4-8     | 2     |
| 4.    | Holland | 3     | 03-19   | 0     |

### Finale- og placeringskampe
Nr. 4 fra gruppe A og nr. 1 fra gruppe B spillede kvalifikation om én plads i semifinalerne, hvortil nr. 1-3 fra gruppe A var direkte kvalificerede. Taberen af kvalifikationskampen spillede placeringskamp om 5.-pladsen mod nr. 2 fra gruppe B, mens nr. 3 og 4 fra gruppe B spillede placeringskamp om 7.-pladsen.
| Dato                  | Kamp                    | Resultat |
| --------------------- | ----------------------- | -------- |
| Kval. til semifinaler |                         |          |
| 21.3.                 | Norge - USA             | 2-1      |
| Semifinaler           |                         |          |
| 22.3.                 | Finland - Sovjetunionen | 2-3      |
| 22.3.                 | Sverige - Norge         | 6-0      |
| Bronzekamp            |                         |          |
| 24.3.                 | Finland - Norge         | 8-0      |
| Finale                |                         |          |
| 24.3.                 | Sovjetunionen - Sverige | 4-3      |

| Dato               | Kamp             | Resultat |
| ------------------ | ---------------- | -------- |
| Kamp om 7.-pladsen |                  |          |
| 23.3.              | Ungarn - Holland | 1-4      |
| Kamp om 5.-pladsen |                  |          |
| 23.3.              | USA - Canada     | 13-00    |